# Pallamano Trieste 2015-2016
Questa pagina raccoglie i dati riguardanti la Pallamano Trieste nelle competizioni ufficiali della stagione 2015-2016.

## Rosa

### Giocatori
| N° | Naz.               | Ruolo | Sportivo              | Anno |  |  |
| -- | ------------------ | ----- | --------------------- | ---- |  |  |
| 1  | Italia (bandiera)  | P     | Antonio Campagnolo    | 1989 |  |  |
| 12 | Italia (bandiera)  | P     | Diego Modrusan        | 1980 |  |  |
| 16 | Italia (bandiera)  | P     | Thomas Postogna       | 1993 |  |  |
| 2  | Croazia (bandiera) | T     | Erik Udovicic         | 1995 |  |  |
| 3  | Italia (bandiera)  | T     | Jan Radojkovic        | 1989 |  |  |
| 4  | Italia (bandiera)  | T     | Michele Oveglia       | 1993 |  |  |
| 5  | Italia (bandiera)  | A     | Gianluca Dapiran      | 1994 |  |  |
| 7  | Italia (bandiera)  | T     | Kevin Anici           | 1993 |  |  |
| 9  | Italia (bandiera)  | PV    | Alex Pernic           | 1992 |  |  |
| 10 | Italia (bandiera)  | PV    | Luca Sandrin          | 1999 |  |  |
| 11 | Francia (bandiera) | A     | Luca Bellomo          | 1994 |  |  |
| 13 | Italia (bandiera)  | PV    | Massimiliano Di Nardo | 1992 |  |  |
| 14 | Italia (bandiera)  | A     | Andrea Carpanese      | 1982 |  |  |
| 15 | Italia (bandiera)  | A     | Lorenzo Dovgan        | 1995 |  |  |
| 18 | Italia (bandiera)  | T     | Luca De Rosa          | 1996 |  |  |
| 19 | Italia (bandiera)  | A     | Marco Visintin        | 1982 |  |  |
| 20 | Serbia (bandiera)  | T     | Dalibor Djordjijevic  | 1979 |  |  |

### Staff
- Allenatore:  Giorgio Oveglia
- Massaggiatore:  Gaetano De Gioia

Presidente  Giuseppe Lo Duca;

## Risultati

### Serie A

#### Stagione Regolare

##### Girone d'andata
| Trieste 19 settembre 2015 | Trieste | 29 – 28 | Cassano Magnago |  |

| Malo 26 settembre 2015 | Malo | 25 – 28 | Trieste |  |

| Trieste 3 ottobre 2015 | Trieste | 34 – 23 | Mezzocorona |  |

| Bolzano 10 ottobre 2015 | Bozen | 27 – 23 | Trieste |  |

| Trieste 24 ottobre 2015 | Trieste | 27 – 30 | Brixen |  |

| Merano 31 ottobre 2015 | Black Devils | 27 – 30 | Trieste |  |

| Trieste 11 novembre 2015 | Trieste | 24 – 23 | Eppan |  |

| Lavis 21 novembre 2015 | Pressano | 29 – 24 | Trieste |  |

##### Girone di ritorno
| Cassano Magnago 28 novembre 2015 | Cassano Magnago | 21 – 27 | Trieste |  |

| Trieste 5 dicembre 2015 | Trieste | 31 – 22 | Malo |  |

| Mezzocorona 12 dicembre 2015 | Mezzocorona | 24 – 27 | Trieste |  |

| Trieste 20 dicembre 2015 | Trieste | 22 – 27 | Bozen |  |

| Trieste 30 gennaio 2016 | Brixen | 25 – 27 | Trieste |  |

| Trieste 6 febbraio 2017 | Trieste | 31 – 27 | Black Devils |  |

| Appiano sulla strada del vino 13 febbraio 2016 | Eppan | 23 – 28 | Trieste |  |

| Trieste 27 febbraio 2016 | Trieste | 24 – 22 | Pressano |  |

### Playoff
| Trieste 12 marzo 2016 | Trieste | 28 – 25 | Pressano |  |

| Bolzano 19 marzo 2016 | Bozen | 32 – 27 | Trieste |  |

| Bressanone 26 marzo 2016 | Brixen | 27 – 31 | Trieste |  |

| Trieste 2 aprile 2016 | Trieste | 24 – 27 | Brixen |  |

| Lavis 16 aprile 2016 | Pressano | 21 – 26 | Trieste |  |

| Trieste 23 aprile 2016 | Trieste | 22 – 25 | Bozen |  |

### Coppa Italia

#### Quarti di finale
| Lavis 4 marzo 2016 | Junior Fasano | 37 – 30 | Trieste |  |

#### Placement Round Semifinale
| Lavis 5 marzo 2017 | Trieste | 25 – 23 | Conversano |  |

#### Placement Round Finale 5º posto
| Lavis 6 marzo 2016 | Trieste | 30 – 33 | Pressano |  |

## Classifiche

### Stagione regolare
|  | Pos. | Squadra         | Pt | G  | V  | VR | PR | S  | GF  | GS  | D    | Note                              |
|  | ---- | --------------- | -- | -- | -- | -- | -- | -- | --- | --- | ---- | --------------------------------- |
|  | 1.   | Bozen           | 45 | 16 | 15 | 0  | 0  | 1  | 505 | 415 | +90  | Qualificato alla Poule Play Off   |
|  | 2.   | Pressano        | 34 | 16 | 11 | 0  | 1  | 4  | 422 | 371 | +51  | Qualificato alla Poule Play Off   |
|  | 3.   | Trieste         | 34 | 16 | 10 | 2  | 0  | 4  | 435 | 402 | +33  | Qualificato alla Poule Play Off   |
|  | 4.   | Brixen          | 31 | 16 | 9  | 1  | 2  | 4  | 445 | 416 | +29  | Qualificato alla Poule Play Off   |
|  | 5.   | Cassano Magnago | 27 | 16 | 8  | 1  | 1  | 6  | 412 | 417 | -5   | Relegato alla Poule Retrocessione |
|  | 6.   | Eppan           | 19 | 16 | 4  | 3  | 1  | 8  | 423 | 415 | +8   | Relegato alla Poule Retrocessione |
|  | 7.   | Meran           | 11 | 16 | 3  | 1  | 0  | 12 | 366 | 412 | -46  | Relegato alla Poule Retrocessione |
|  | 8.   | Mezzocorona     | 10 | 16 | 3  | 0  | 1  | 12 | 377 | 437 | -60  | Relegato alla Poule Retrocessione |
|  | 9.   | Malo            | 5  | 16 | 1  | 0  | 2  | 13 | 393 | 493 | -100 | Relegato alla Poule Retrocessione |

### Poule playoff
|  | Pos. | Squadra  | Pt | G | V | VR | S | SR | GF  | GS  | D   | Note                                 |
|  | ---- | -------- | -- | - | - | -- | - | -- | --- | --- | --- | ------------------------------------ |
|  | 1.   | Bozen    | 24 | 6 | 5 | 0  | 1 | 0  | 167 | 135 | +32 | Qualificato alle semifinali scudetto |
|  | 2.   | Pressano | 13 | 6 | 2 | 0  | 3 | 1  | 143 | 154 | -11 | Qualificato alla Poule d'Ammissione  |
|  | 3.   | Trieste  | 11 | 6 | 2 | 1  | 3 | 0  | 158 | 157 | +1  |                                      |
|  | 4.   | Brixen   | 6  | 6 | 2 | 0  | 4 | 0  | 149 | 171 | -22 |                                      |

## Statistiche

### Individuali

#### Classifica marcatori
| N. | Giocatore             | Reti |
| -- | --------------------- | ---- |
| 5  | Gianluca Dapiran      | 123  |
| 20 | Dalibor Djordjijevic  | 89   |
| 7  | Kevin Anici           | 89   |
| 3  | Jan Radojkovic        | 78   |
| 11 | Luca Bellomo          | 60   |
| 2  | Erik Udovicic         | 59   |
| 4  | Michele Oveglia       | 37   |
| 13 | Massimiliano Di Nardo | 31   |
| 15 | Lorenzo Dovgan        | 17   |
| 9  | Alex Pernic           | 17   |
| 19 | Marco Visintin        | 16   |
| 18 | Neven Crnogaca        | 4    |
| 16 | Thomas Postogna       | 1    |
| 1  | Antonio Campagnolo    | 1    |